# 大森西
大森西（日语：／ Ōmori-nishi */?）是東京都大田區的地名，設立大森西一丁目至大森西七丁目。人口有32,721人（2013年8月1日）。郵遞區號為143-0015。

## 地理
位於大田區東部。北至環七通，接大森北。東至第一京濱，接大森東、大森中。南鄰蒲田。西至JR東海道本線等鐵路路廊，接中央與西蒲田。車站周邊多商店，其他為住宅區、工業用地。
町內有京急本線通過。此外還有東西向的內川流經町內。

## 歷史
古時為西大森村。昭和39年實施新住居表示，大森一～五、七丁目與新井宿五、七丁目、本蒲田一丁目各一部分合併為現行的大森西。

### 地名由來
因位於大森西部而得名。

## 交通
東部有京急本線大森町站。此外，町外的鄰近車站有南端的梅屋敷站，北端的平和島站。還可利用行經大森站與蒲田站的巴士路線。

## 設施
- 東邦大學醫學部
- 東邦大學醫療中心大學醫院
- 大森學園高等學校
- 大田區立大森第八中學校
- 大田區立開櫻小學校
- 大田區立大森第三小學校
- 大田區立大森西交通公園
- 大田區立鶴渡公園
- 大田區大田北地域行政中心
- 東京電波
- 先鋒公司大森工場
- Minebea（ミネベア）大森工場
- Davenroy（デイベンロイ）
- Mary Chocolate（メリーチョコレートカムパニー）工場
- 科技電子（テクニカル電子）
- 日本磨料工業大森工場
- 貴船神社
- 淺間神社

## 備註
1. ↑  .   [2013-08-18]. （原始内容存档于2014-02-18）.